# Дольний Євген
Євге́н До́льний (16 січня 1928, Монреаль, Канада — 13 червня 1983, Торонто) — український хоровий диригент у Канаді.

## Життєпис
Народився 16 січня 1928 року в місті Монреаль, Канада.
В 1947-50 — керівник хорових та оркестрових колективів Товариства об'єднаних українців Канади у Вінніпезі, серед них — і чоловічої капели бандуристів. Навчався в 1950-52 роках у Київській консерваторії; з 1952 у Торонто — організатор і керівник Шевченківського чоловічого хору (1970 гастролював з колективом в УРСР), ансамблю народної пісні «Мандрівники»; продюсер та диригент канадської постановки опери «Катерина» Миколи Аркаса (1961, Торонто).
Пішов з життя 13 червня 1983 року в місті Торонто.